# Caetano Silva
Caetano Silva, ismertebb nevén: Veludo (Rio de Janeiro, 1930. augusztus 7. – Rio de Janeiro, 1973. október 26.) brazil válogatott labdarúgókapus.
A brazil válogatott tagjaként részt vett az 1954-es világbajnokságon.

## Sikerei, díjai
Fluminense
- Campionato Carioca (1): 1951

Atlético Mineiro
- Campionato Mineiro (1): 1958